# 德奥利
德奥利（Deoli），是印度德里South县的一个城镇。总人口119432（2001年）。

## 人口
该地2001年总人口119432人，其中男性66575人，女性52857人；0—6岁人口22274人，其中男11759人，女10515人；识字率64.34%，其中男性为72.81%，女性为53.67%。